# ريوهي سوزوكي (1949)
ريوهي سوزوكي (鈴木 良平) (ولد 12 يونيو 1949) هو لاعب كرة قدم ياباني سابق ومدرب، شارك كمدرب في كأس آسيا لكرة القدم للسيدات 1986.